# Церковь Спаса Преображения (Спас-Угол)
Церковь Преображения Господня (Преображенская церковь) — православный храм в селе Спас-Угол Талдомского городского округа Московской области. Относится к Дубненско-Талдомскому благочинию Сергиево-Посадской епархии Русской православной церкви.
Спас-Угол — бывшее родовое имение писателя Михаила Евграфовича Салтыкова-Щедрина. Возле церковного алтаря были похоронены его родственники — отец, брат и две сестры.

## История
В писцовых книгах Дмитровского уезда за 1627 год сказано: «…за Дмитровцем за Тимофеем Тимовеевым сыном Салтыковым старое его поместье село Спасское и в селе церковь Преображения Спасова древяна клецки бес пения». В 1709 году Дмитрий Стефанович Салтыков подал прошение о строении новой деревянной церкви, которая просуществовала до 1787 года, когда её уничтожил пожар. Вместо сгоревшей церкви на средства помещицы Надежды Ивановны Салтыковой в 1795 году началось строительство каменного храма, освященного 14 июля 1797 года. Здание церкви представляло собой восьмерик на четверике в стиле провинциального классицизма; на куполе установлена луковичная главка на круглом световом барабане. Трехъярусная колокольня увенчана куполом с шпилем.
Имеющаяся рядом с новой церковью построенная в 1779 году зимняя деревянная церковь, освященная в честь Корсунской иконы Божией Матери, тоже сгорела в результате пожара в 1818 году, и тогда по просьбе Евграфа Васильевича Салтыкова в начале 1820-х годов трапезная Преображенской церкви была разобрана и увеличена с освящением двух приделов — в честь Корсунской иконы и святителя Николая. А на месте алтаря сгоревшей Корсунской церкви была поставлена каменная часовня.
Пережив Октябрьскую революцию, храм был закрыт в 1940 году. После закрытия храма была разрушена ограда с двумя воротами и часовней. Долгое время храм находился в запустении, пока в 1980-х годах его здание не было отреставрировано и занято музеем. После распада СССР, в 1994 году в селе была создана новая православная община и Преображенская церковь возвращена верующим. Часть храма — трапезная — использовалась совместно музеем М. Е. Салтыкова-Щедрина до 2019 года.
В настоящее время храм действующий. К нему приписана часовня Корсунской иконы Божией Матери. Настоятелем является иерей Олег Михайлович Мартынов-Скавронский.